# Mikhaïl Kuznetsov (remer)
Mikhaïl Kuznetsov (rus: Михаил Николаевич Кузнецов)  (Moscou, 4 de juny de 1952) és un remer rus, ja retirat, que va competir sota bandera de la Unió Soviètica durant la dècada de 1970.
El 1976 va prendre part en els Jocs Olímpics d'Estiu de Mont-real, on guanyà la medalla d'or en la prova del quatre amb timoner del programa de rem. Formà equip amb Vladímir Ieixinov, Nikolai Ivanov, Alexandr Klepikov i Alexandr Lukianov.
En el seu palmarès també destaca una medalla de plata al Campionat del Món de rem de 1977 i dos campionats nacionals, el 1974 i 1977.